# Riederau (przystanek kolejowy)
Riederau (niem. Bahnhof Riederau) – przystanek kolejowy w Dießen am Ammersee, w kraju związkowym Bawaria, w Niemczech. Znajduje się na Ammerseebahn. Według DB Station&Service ma kategorię 7. Dziennie obsługuje około 50 pociągów regionalnych Bayerische Regiobahn (BRB).
Przystanek St. Ottilien otwarty został na Ammerseebahn w dniu 30 czerwca 1898. W 1976 stacja została zdegradowana do roli przystanku kolejowego. Zbudowany w 1938 roku budynek dworca jest obiektem zabytkowym.

## Położenie
Przystanek Riederau znajduje się na wschód od Riederau około czterech kilometrów na północ od centrum miasta Dießen am Ammersee. Znajduje się on około 150 metrów od brzegu Ammersee. Budynek dworcowy jest na zachód od torów na Bahnhofplatz i ma adres Bahnhofstrasse 1. Na południe od budynku biegnie droga nr 2055 z Schondorf do Dießen.

## Linie kolejowe
- Ammerseebahn

## Połączenia
| Rodzaj pociągu | Trasa                                                                                     | Takt                         |
| -------------- | ----------------------------------------------------------------------------------------- | ---------------------------- |
| BRB            | Augsburg-Oberhausen – Augsburg Hbf – Mering – Geltendorf – Riederau – Weilheim – Schongau | Godzinny                     |
| BRB            | Geltendorf – Riederau – Weilheim – Peißenberg                                             | Godzinny w godzinach szczytu |